# Tacciana Hołubiewa
Tacciana Hienadzjeuna Hołubiewa (biał. Таццяна Генадзьеўна Голубева, ros. Татьяна Геннадьевна Голубева, Tatjana Giennadjewna Gołubiewa; ur. 27 czerwca 1947 w Krzyczewie w obwodzie mohylewskim) – białoruska polityk, I sekretarz Komitetu Centralnego Komunistycznej Partii Białorusi; w latach 2000–2012 deputowana do Izby Reprezentantów Zgromadzenia Narodowego Republiki Białorusi II, III i IV kadencji.

## Życiorys
Urodziła się 27 czerwca 1947 roku w mieście Krzyczew w obwodzie mohylewskim Białoruskiej SRR, ZSRR. Ukończyła Biełgorodzki Instytut Technologiczny Materiałów Budowlanych im. I. Griszmanowa, uzyskując specjalność inżyniera-chemika-technologa, a także Akademię Gospodarki Ludowej przy Radzie Ministrów ZSRR, uzyskując wykształcenie specjalisty ds. zarządzania. Pracowała jako laborantka, technik, artystka-projektant w Krzyczewskim Kombinacie Cementowo-Łupkowym, spawacz w Grodzieńskim Kombinacie Materiałów Budowlanych, inżynier-technolog, zastępca naczelnika cechu w Smorgońskim Kombinacie Produktów Silikatowo-Betonowych, sekretarz organizacji partii komunistycznej, dyrektor generalny Zjednoczenia Produkcyjnego „Smorgońsilikatobieton”.
W rządzie Białoruskiej SRR pełniła funkcję zastępcy ministra przemysłu materiałów budowlanych. W niepodległej Białorusi była zastępczynią ministra architektury i budownictwa. W 2000 roku została deputowaną do Izby Reprezentantów Białorusi II kadencji z Witebskiego Wiejskiego Okręgu Wyborczego Nr 21. W 2004 została deputowaną do Izby Reprezentantów III kadencji ze Smorgońskiego Okręgu Wyborczego Nr 61. 27 października 2008 roku została deputowaną Izby Reprezentantów IV kadencji ze Smorgońskiego Okręgu Wyborczego Nr 59. W trakcie wszystkich trzech kadencji pełniła funkcję zastępczyni przewodniczącego Stałej Komisji ds. Polityki Budowlanej, Budownictwa, Handlu i Prywatyzacji. Od 13 listopada 2008 roku była członkinią Narodowej Grupy Republiki Białorusi w Unii Międzyparlamentarnej. Jej kadencja w Izbie Reprezentantów zakończyła się 18 października 2012 roku.
Pełni funkcję pierwszego sekretarza Komitetu Centralnego Komunistycznej Partii Białorusi. Była jedną z siedmiu deputowanych z ramienia partii politycznych w Izbie Reprezentantów IV kadencji (wszyscy pozostali deputowani byli bezpartyjni).

## Odznaczenia
- Order Honoru (6 grudnia 2011)[7];
- Gramota Pochwalna Zgromadzenia Narodowego Republiki Białorusi;
- Tytuł Zasłużonego Budowniczego Republiki Białorusi[1].

## Życie prywatne
Tacciana Hołubiewa jest zamężna, ma dwóch synów.